# József Grassy
József Grassy (31 de diciembre de 1894 - 5 de noviembre de 1946) fue un oficial militar húngaro en el Ejército Real Húngaro que, en la Segunda Guerra Mundial, comandó divisiones húngaras como SS-Gruppenführer y Generalleutnant de las Waffen-SS. Después de la guerra, fue condenado por crímenes de guerra y ejecutado.

## Primeros años
Grassy nació en la ciudad húngara de Szőlős (hoy parte de Bratislava). Originalmente de extracción italiana, el nombre de la familia había sido Grassi. Después de educación en escuelas católicas, asistió a la Escuela de Cadetes de la Infantería Real Húngara en Sopron entre 1908 y 1912 e ingresó en el servicio militar del Ejército austrohúngaro. En 1914 se graduó de la Academia Real Militar Ludovica en Budapest como teniente y participó en la Primera Guerra Mundial como comandante de pelotón y compañía en el frente oriental. Sirvió con el 20.º Regimiento de Infantería Real Húngaro del Honvéd a lo largo de la guerra, fue herido dos veces y fue condecorado por valentía. Durante el último año de la guerra, sirvió como oficial de estado mayor en el frente italiano.

## Carrera en el Ejército húngaro
Después de la guerra, Grassy se unió al Ejército Real Húngaro y ayudó al derrocamiento de la República Soviética Húngara de Bela Kun en 1919. Después sirvió en varios puestos en el estado mayor y de mando. Entre 1919 y 1921, fue instructor en la academia militar. Fue oficial de estado mayor en el 1.º Regimiento de Infantería Húngaro "María Teresa"  entre 1922 y 1929, y se convirtió en comandante regimental entre agosto de 1929 y diciembre de 1932. Entre 1932 y 1939, sirvió como Jefe de Estado Mayor en niveles de brigada y cuerpo, y como instructor de táctica militar en la academia militar. Grassy ascendió constantemente en los rangos, ocupando el rango de coronel en noviembre de 1938. Fue comandante del Regimiento de Infantería N.º 7 entre agosto de 1939 y diciembre de 1940. Tomando un puesto en el estado mayor en la sección de aviación del Ministerio de Defensa en enero de 1941, se convirtió en Jefe del Bureau de la Fuera Aérea el 1 de marzo de 1941.

## Segunda Guerra Mundial
Hungría se había unido a las Potencias del Eje el 20 de noviembre de 1940 mediante la firma del Pacto Tripartito, y participó en las invasiones de Yugoslavia y la Unión Soviética en la primavera de 1941. En agosto de 1941, Grassy abandonó su puesto en el estado mayor y se le dio el mando de la 15.ª Brigada de Infantería Real Húngara, que sería redesignada 15.ª División Ligera el 17 de febrero de 1942. En enero de 1942, en una ostensible operación anti-partisana, Grassy dirigió el arresto de más de 7000 personas en Bačka, parte de la Yugoslavia anexionada por Hungría. Conocida como la masacre de Novi Sad, resultó en el asesinato de aproximadamente 3800 hombres, mujeres y niños, principalmente serbios y judíos. En una operación que duró varios días, las víctimas fueron ametralladas hasta la muerte, y según algunas fuentes, les hicieron caminar por el río Danubio congelado que luego fue bombardeado por la artillería, resultando en ahogamientos masivos. En abril de 1942, Grassy fue promovido a mayor general y tomó el mando de la 13.ª División Ligera. Condujo esta división en actuaciones en el frente oriental contra el Ejército Rojo hasta el 15 de noviembre de 1942. Entonces retornó al estado mayor general donde se convirtió en jefe de entrenamiento. Sin embargo, debido a informes de la masacre de Novi Sad, el gobierno húngaro ordenó una investigación. El estado mayor general convino un tribunal especial para juzgar a Grassy y otros 14 defendidos en diciembre de 1943. Junto con otros tres, fue hallado culpable, y se le dio una pena de prisión y su destitución del ejército. No obstante, estando libre bajo fianza pendiente de apelación, huyó a Viena el 15 de enero de 1944 y solicitó asilo político.
El 1 de marzo de 1944, Grassy se unió a la 9.ª División SS Panzer Hohenstaufen con el rango de SS-Brigadeführer y Generalmajor de las Waffen-SS. Enviado a Budapest tras la ocupación de Hungría por fuerzas germanas, estuvo involucrado en la deportación de judíos húngaros que fue organizada por Adolf Eichmann. En octubre de 1944, dirigió el personal al cargo de la formación de la 25.ª División SS de Granaderos Hunyadi (1.ª Húngara) y se convirtió en su comandante el 27 de noviembre de 1944. El 1 de diciembre fue restituido en el Ejército húngaro con el rango de teniente general por el gobierno títere de Ferenc Szálasi. El 23 de febrero de 1945, fue promovido a SS-Gruppenführer y Generalleutnant de las Waffen-SS. Adicionalmente, el 21 de marzo de 1945, mientras retenía el mando de la 25.ª División de Granaderos SS-Waffen, simultáneamente se le dio el mando de la 26.ª División SS de Granaderos (2.ª Húngara). Se le concedió la Cruz de Hierro de primera y segunda clases. Bajo intenso ataque del Ejército Rojo, sus unidades fueron obligadas a retirarse a Austria. Hacia el final de la guerra, Grassy rindió ambas divisiones húngaras al Ejército de EE. UU. en Timelkam, Austria el 5 de mayo de 1945.

## Juicio de postguerra y ejecución
Grassy fue puesto bajo custodia del OSS, internado en Núremberg hasta noviembre de 1945 y después extraditado a Hungría. Juzgado por una corte húngara, fue hallado culpable de crímenes de guerra en conexión con la masacre de 1942 y sentenciado a muerte. Seguidamente fue extraditado a Yugoslavia en enero de 1946. Ahí fue de nuevo sentenciado a muerte a la horca por crímenes de guerra por el Tribunal Supremo de Voivodina el 31 de octubre de 1946. Fue ejecutado el 5 de noviembre en Žabalj, junto con Ferenc Feketehalmy-Czeydner y Márton Zöldi.